# Vildsjön
Vildsjön är en sjö i Bräcke kommun i Jämtland och ingår i Ljungans huvudavrinningsområde. Sjön har en area på 0,0856 kvadratkilometer och ligger 398,2 meter över havet. Sjön avvattnas av vattendraget Bensjöån.

## Delavrinningsområde
Vildsjön ingår i det delavrinningsområde (695301-148254) som SMHI kallar för Utloppet av Bensjön. Medelhöjden är 357 meter över havet och ytan är 25,02 kvadratkilometer. Det finns inga avrinningsområden uppströms utan avrinningsområdet är högsta punkten. Bensjöån som avvattnar avrinningsområdet har biflödesordning 3, vilket innebär att vattnet flödar genom totalt 3 vattendrag innan det når havet efter 202 kilometer. Avrinningsområdet består mestadels av skog (73 procent). Avrinningsområdet har 3,57 kvadratkilometer vattenytor vilket ger det en sjöprocent på 14,3 procent.